# Robina Stadium
Robina Stadium (nazwa sponsora Skilled Park) – stadion sportowy położony w mieście Gold Coast w dzielnicy Robina (Australia). Budowa rozpoczęła się w 2006 roku, a ukończona została w 2008 roku. Stadion położony jest obok stacji kolejowej Robina Station. Ze stadionu korzysta od 2008 roku zespół rugby Gold Coast Titans. Od sezonu 2009-2010 piłkarskiej ligi A-League na stadionie występuje drużyna Gold Coast United.
Pierwszy raz na tym stadionie reprezentacja Australii w rugby union mężczyzn zagrała 15 września 2012 roku przeciw Argentyńczykom w ramach The Rugby Championship 2012 gromadząc na trybunach dwadzieścia dwa tysiące osób. Dwa lata później na spotkaniu z tym samym rywalem zjawiło się niewiele ponad czternaście tysięcy widzów, co było najsłabszym wynikiem kadry od 1998 roku, przez co przyszłość meczów Wallabies na tym obiekcie stanęła pod znakiem zapytania.